# سعيد بنكراد
سعيد بنكراد هو باحث ومفكر ومترجم مغربي، متخصص في السيميائيات. نشر عشرات المؤلفات، منها: (وهج المعاني: سيميائيات الأنساق الثقافية)، كما نشر الكثير من الترجمات من أبرزها مؤلفات الفيلسوف الإيطالي أمبيرتو إيكو مثل: (اعترافات روائي ناشئ)، و(دروس في الأخلاق). وترجم كتاب (تاريخ الجنون في العصر الكلاسيكي) للفيلسوف الفرنسي ميشيل فوكو.

## التعليم
- حاصل على دكتوراه السلك الثالث من جامعة السوربون في فرنسا.
- حاصل على دكتوراه الدولة في السميائيات من كلية الآداب في جامعة مولاي إسماعيل في المغرب.[3]

## العمل
- أستاذ السيميائيات بكلية الآداب في جامعة مولاي إسماعيل في مكناس بالمغرب.
- المدير المسؤول في مجلة «علامات» التي تصدر بمدينة مكناس منذ سنة 1994.[4]

## إصدارات

### المؤلفات
| الإصدار                                                | سنة النشر | ملاحظات             |
| ------------------------------------------------------ | --------- | ------------------- |
| مدخل إلى السميائية السردية                             | 1994      |                     |
| النص السردي: نحو سيميائيات للإيديولوجيا                | 1996      |                     |
| السميائيات السردية، مدخل نظري                          | 2001      |                     |
| السميائيات: مفاهيمها وتطبيقاتها                        | 2003      |                     |
| السميائيات والتأويل، مدخل إلى سيمائيات شارل سندرس بورس | 2005      | [ 5 ]               |
| مسالك المعنى: دراسة في بعض أنساق الثقافة العربية       | 2006      | [ 6 ]               |
| سميائيات الصورة الإشهارية: الإشهار والتمثلات الثقافية  | 2006      | [ 7 ]               |
| السرد الروائي وتجربة المعنى                            | 2008      |                     |
| الصورة الإشهارية : آليات الإقناع والدلالة              | 2009      |                     |
| استراتيجيات التواصل الإشهاري                           | 2010      | بالاشتراك مع آخرين. |
| سيرورات التأويل: من الهرموسية إلى السميائيات           | 2012      |                     |
| وهَج المعاني: سميائيات الأنساق الثقافية                 | 2013      | [ 8 ]               |
| الشرعية وسلطة المتخيل                                  | 2016      |                     |
| شخصيات النص السردي                                     | 2016      |                     |
| بين اللفظ والصورة: تعددية الحقائق وفرجة الممكن         | 2017      |                     |
| سميائيات النص: مراتب المعنى                            | 2018      | [ 9 ]               |
| البحث عن المعنى                                        | 2018      |                     |
| تجليات الصورة: سميائيات الأنساق البصرية                | 2019      |                     |
| وتحملني حيرتي وظنوني: سيرة التكوين                     | 2021      | [ 10 ]              |
| مدارات اللغة بين الفصيح والعامي                        | 2022      | [ 11 ]              |

### الترجمات
| الإصدار                                                    | المؤلف                        | سنة النشر |
| ---------------------------------------------------------- | ----------------------------- | --------- |
| التأويل بين السميائيات والتفكيكية                          | إمبرتو إيكو                   | 2000      |
| سميولوجية الشخصيات الروائية                                | فيليب هامون                   | 2003      |
| ست نزهات في غابة السرد                                     | أمبيرتو إيكو                  | 2005      |
| تاريخ الجنون في العصر الكلاسيكي                            | ميشال فوكو                    | 2006      |
| حاشية على اسم الوردة                                       | أمبرتو إيكو                   | 2006      |
| العلامة: تحليل المفهوم وتاريخه                             | أمبرتو إيكو                   | 2007      |
| آليات الكتابة السردية                                      | أمبرتو إيكو                   | 2009      |
| سميائيات الأهواء: من حالات الأشياء إلى حالات النفس         | ألجيرداس ج.غريماس جاك فونتنيي | 2010      |
| دروس في الأخلاق                                            | أمبرتو إيكو                   | 2010      |
| الإشهار والمجتمع                                           | بيرنار كاتولا                 | 2012      |
| الصورة: المكونات والتأويل                                  | غي غوتيي                      | 2012      |
| اعترافات روائي ناشئ                                        | أمبرتو إيكو                   | 2014      |
| قول في التسامح                                             | فولتير                        | 2015      |
| تأملات في السرد الروائي                                    | أمبرتو إيكو                   | 2015      |
| التأويل بين السيميائيات والتفكيكية                         | أمبرتو إيكو                   | 2016      |
| علم الدلالة                                                | إيرين تامبا                   | 2018      |
| أنا أوسيلفي إذن أنا موجود: تحولات الأنا في العصر الإفتراضي | إلزا غودار                    | 2019      |
| الإنسان العاري: الدكتاتورية الخفية للرقمية                 | مارك دوغان كريستوف لابي       | 2020      |
| الكلمات والنساء                                            | مارينا ياغيلو                 | 2021      |

## الجوائز
- حاصل على جائزة الأطلس الكبير في الترجمة، فرنسا، عام 2006.
- حاصل على جائزة المغرب في الترجمة عام 2010.
- حاصل على جائزة بدر عبد الحق التي تمنحها رابطة الكتاب الأردنيين عام 2014.[3]
- فازت ترجمته لكتاب (الإنسان العاري) بجائزة القراء الشباب للكتاب المغربي في دورتها السادسة في صنف الكتاب الفكري المترجم عام 2021.[18]